# Brodauer Mühle

Die Brodauer Mühle im Wappen der Gemeinde Schashagen

Die Brodauer Mühle war eine Windmühle nordwestlich des Dorfes Brodau in der Gemeinde Schashagen im Kreis Ostholstein in Schleswig-Holstein – zwischen Neustadt in Holstein und der Ostsee.
Sie war aufgrund ihrer erhöhten Lage auf dem Mühlenberg (an der B 501) gut sichtbar, eine bekannte Sehenswürdigkeit und das Wahrzeichen der Gemeinde Schashagen, in deren Wappen sie das wesentliche Element bildet.
Es handelte sich um eine einstöckige (viergeschossige) Galerieholländermühle, die auf einem backsteinernen oktogonalen Unterbau (Turm) ein mit Reet gedecktes Dach, eine mit Metall gedeckte Kappe und Jalousieflügel hatte.
Die Windmühle wurde 1864 durch den Mühlenbauer Carl Friedrich Trahn (1806–1888) aus Neustadt in Holstein für das Gut Brodau errichtet.
Die als Kulturdenkmal unter Denkmalschutz stehende Windmühle wurde bis 1960 als Getreidemühle genutzt. Zuletzt wurde sie durch einen angrenzenden Restaurantbetrieb genutzt. Nachdem unter anderem eine unsachgemäße Erneuerung der Galerie vorgenommen worden war, kam es zu einem gerichtlich ausgetragenen Streit zwischen dem/den Eigentümer/n und dem Landesamt für Denkmalschutz, in der letzteres obsiegte.

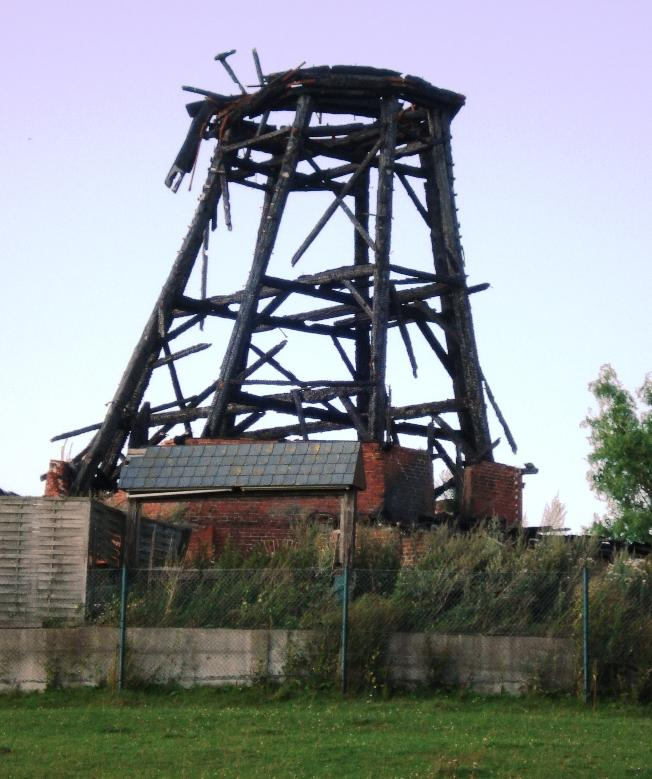
Die abgebrannte Brodauer Mühle

Die Windmühle brannte im November 2005 ab – erhalten blieben lediglich der backsteinerne Unterbau und einige Balken des Mühlenkörpers.
Ein Wiederaufbau wird angestrebt.

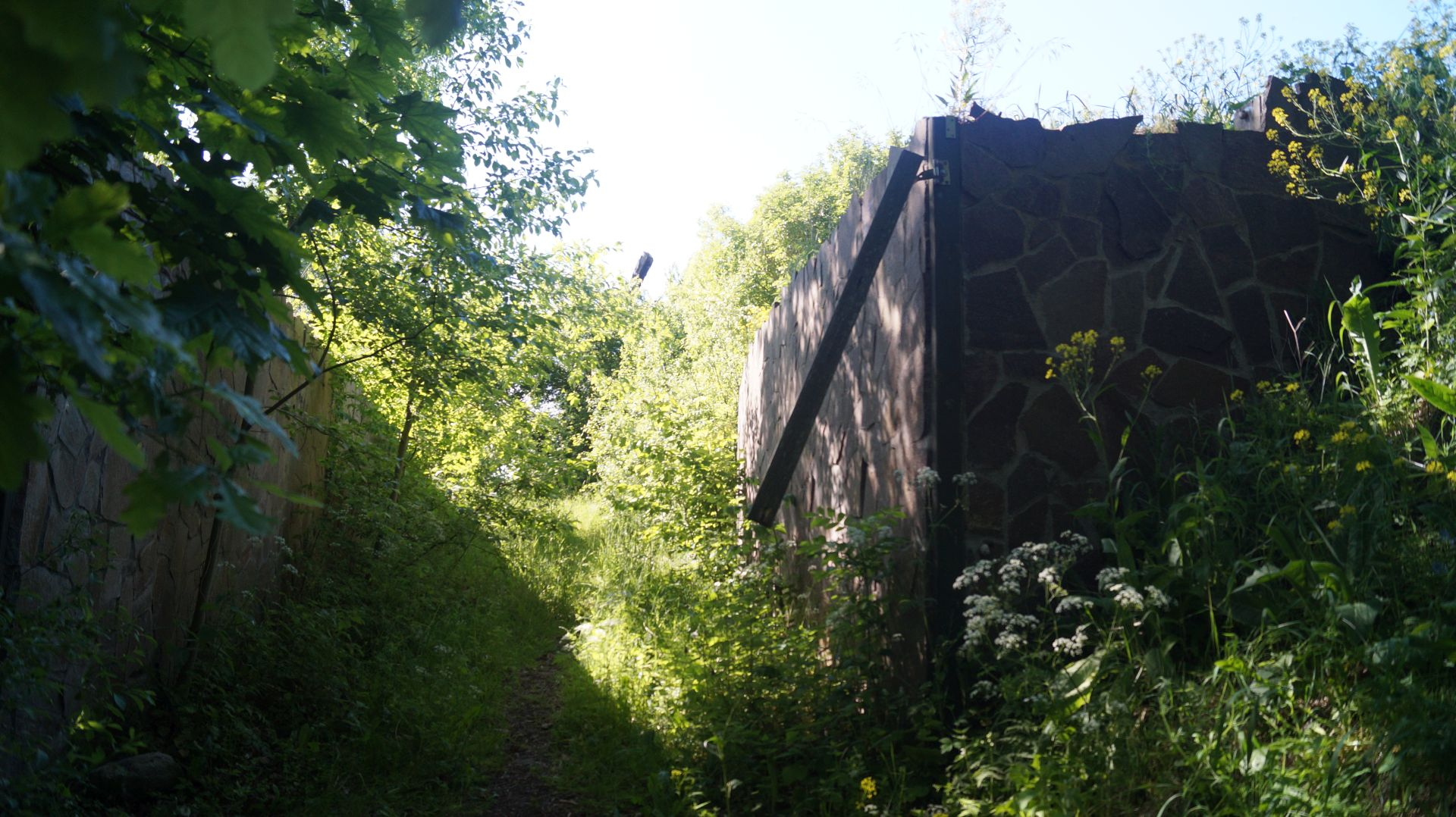
Zugewachsener Zugang zum Mühlenhof
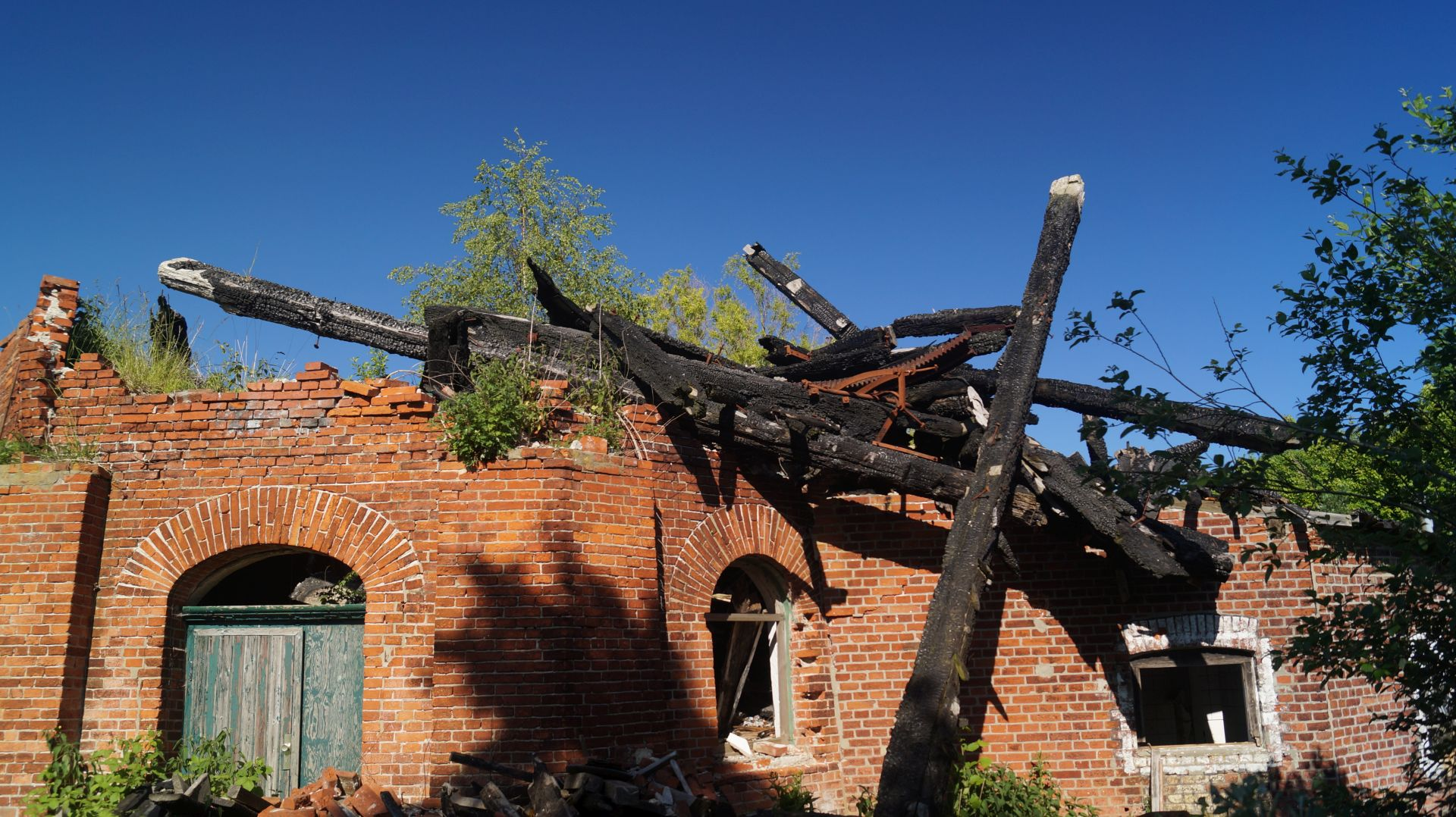
Der Mühlenrumpf von der Straßenseite (Osten)
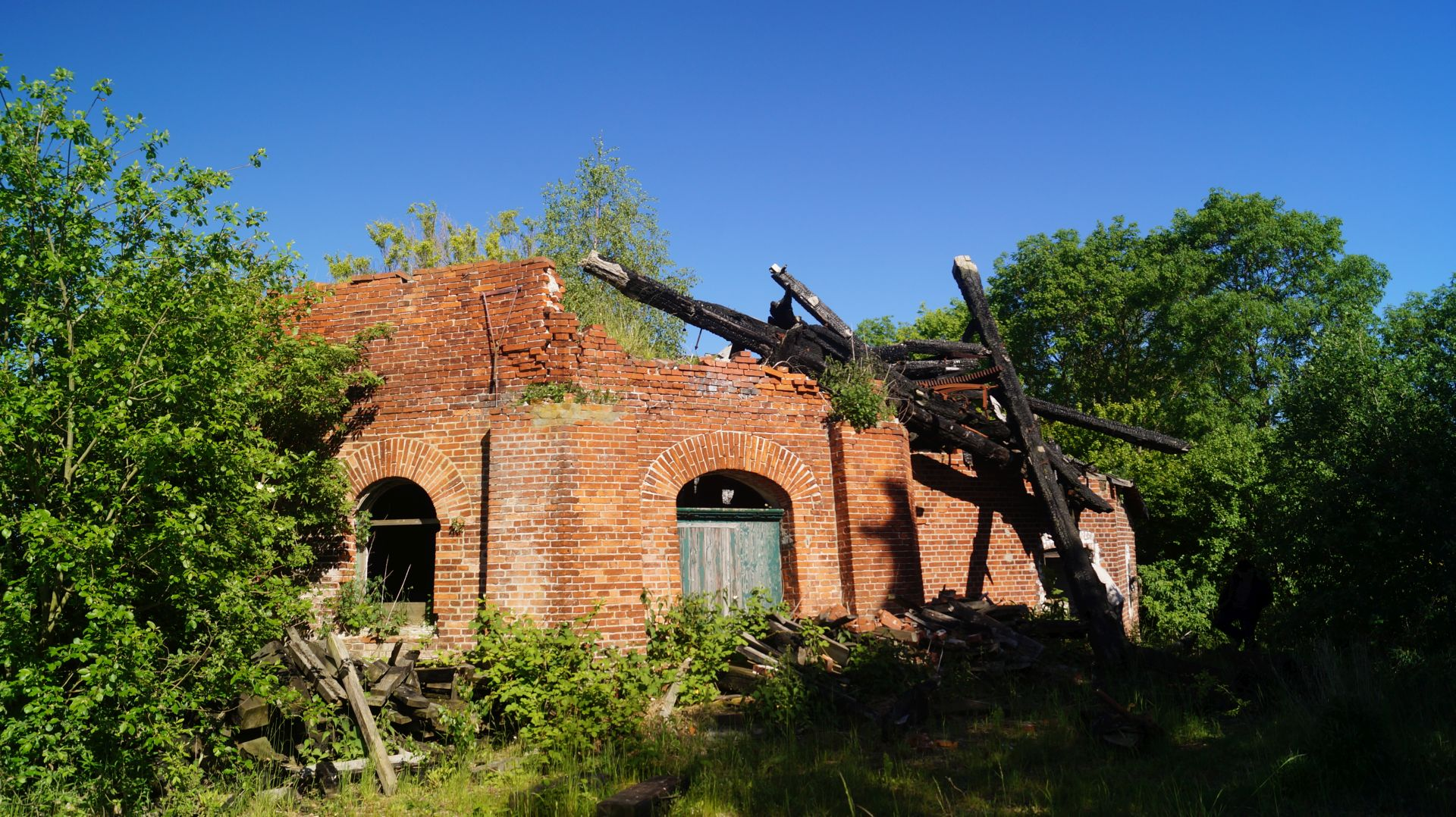
Der Mühlenrumpf von der Neustädter Seite (Süden)
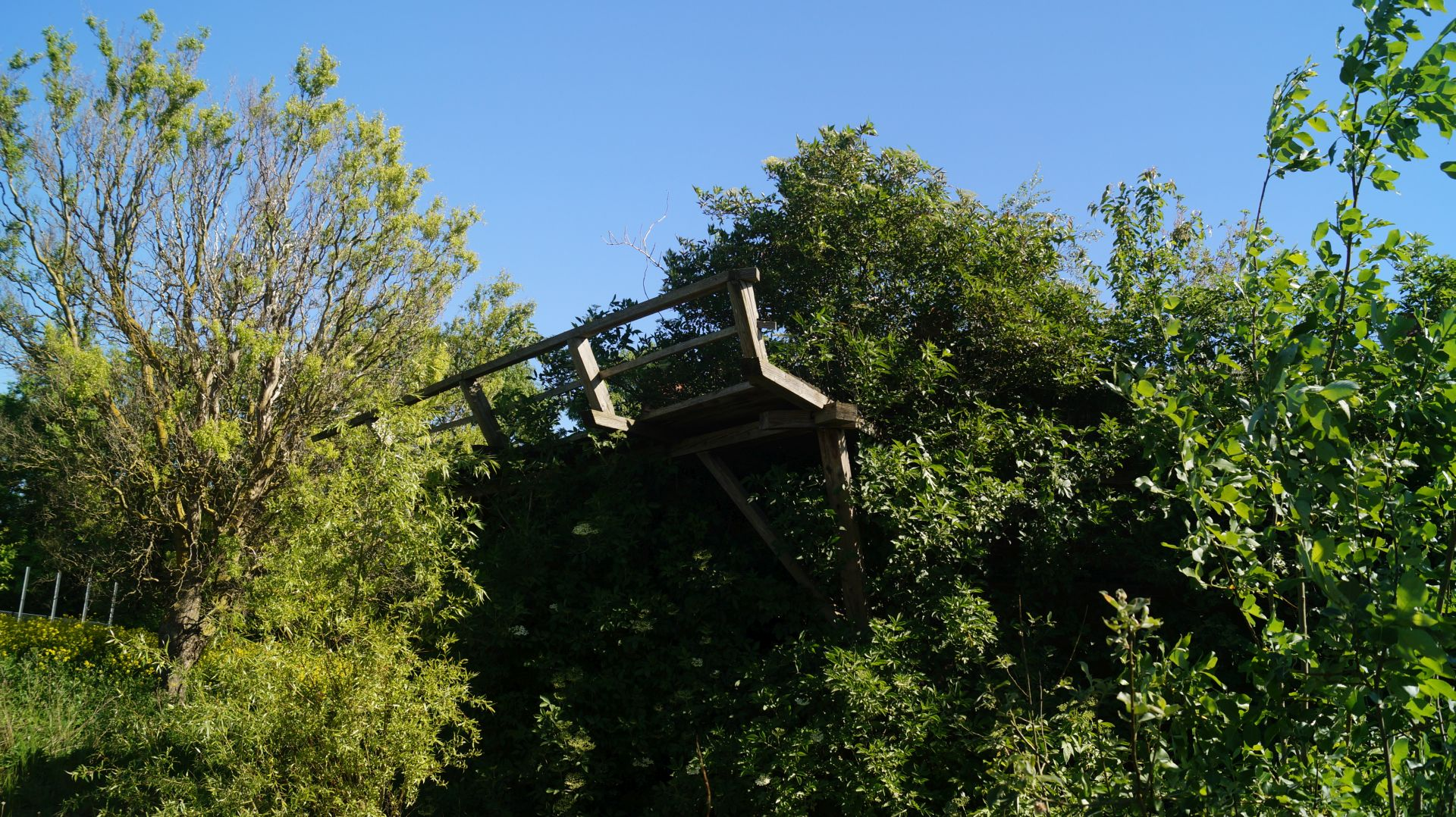
Rest der Galerie auf der Westseite
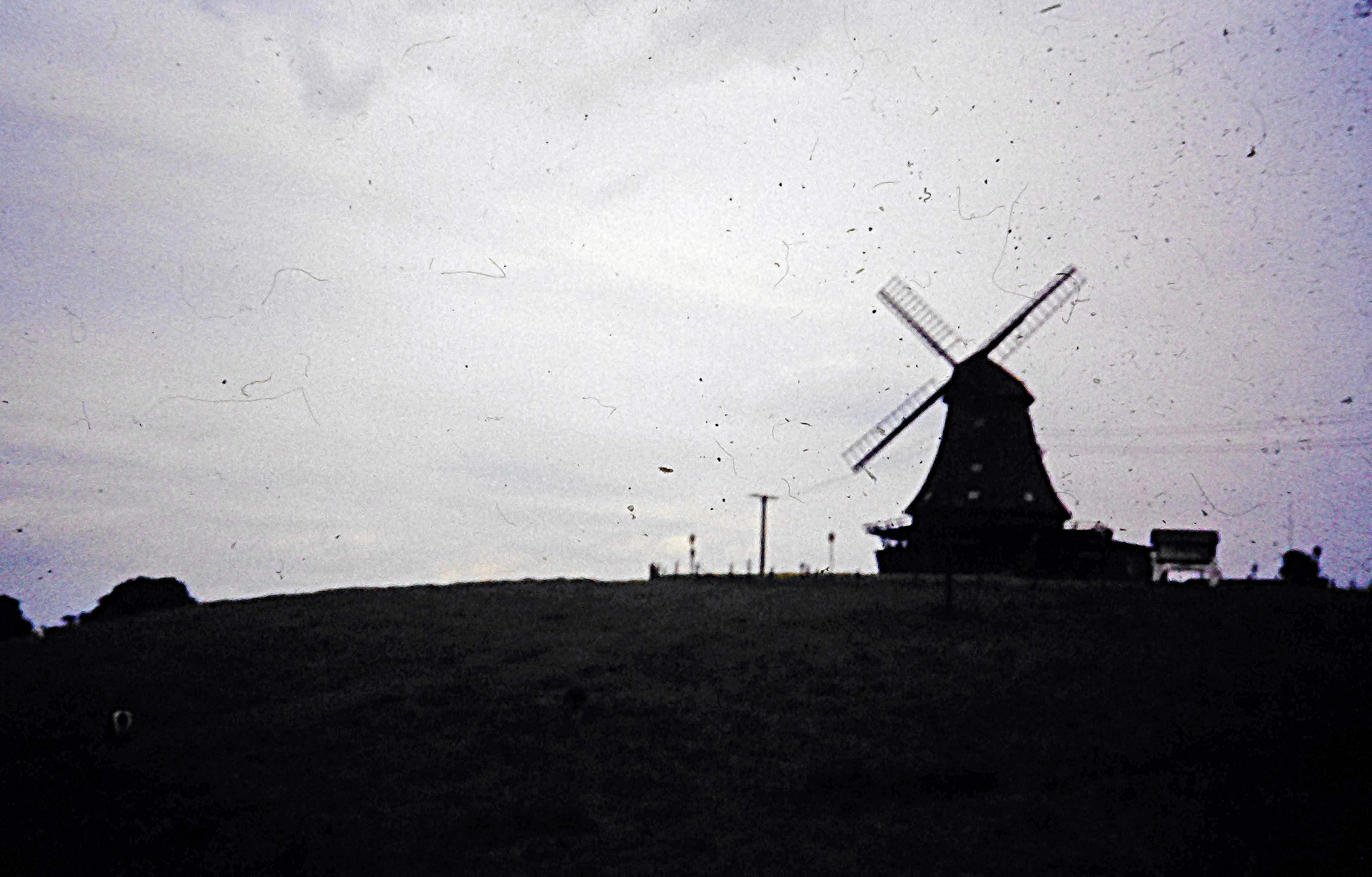
Brodauer Mühle im Sommer 1985